# Peter Knust
Peter Knust (Salzgitter, 14 settembre 1960) è un ex nuotatore tedesco occidentale.

## Carriera
Specializzato nelle staffette, ha vinto diverse medaglie ai campionati mondiali ed europei.

## Palmarès
- Mondiali
  - 1978 - Berlino: argento nella 4x100m sl e bronzo nella 4x200m sl.

- Europei
  - 1977 - Jönköping: argento nella 4x200m sl.
  - 1981 - Spalato: bronzo nella 4x100m sl.